# Bairgiya Banchauri
Bairgiya Banchauri – gaun wikas samiti w środkowej części Nepalu w strefie Dźanakpur w dystrykcie Mahottari. Według nepalskiego spisu powszechnego z 2001 roku liczył on 1098 gospodarstw domowych i 6568 mieszkańców (3096 kobiet i 3472 mężczyzn).